# ぼさにまる
ぼさにまるは、日本のサンリオによるキャラクター。デザイナーは、ぐでたまとアグレッシブ烈子も手掛けているAmy。うさぎの「ぼさうさ」を中心に様々な種族が存在する。2023年にアニメ、ドラマ化された。

## 概要
2021年6月にデビュー。同期には「まいまいまいごえん」がいる。「ぼさぼさとした動物たち」の事で略称でぼさにまるという。ぼさぼさとした姿を愛し、ありのままの姿を大切にしている。様々な種族がいて人間達と働いたり、生活したりしている。
同年9月8日には児童書『ぼさにまる ぼさぼさだっていいじゃない！』がポプラ社より発売された。
2023年2月1日には公式Twitterが開設された。
同月27日には、フジテレビ系列『ノンストップ!』内にて同年4月3日よりテレビアニメ化が決定された。
同年8月17日には、フジテレビの配信サービスFODにて同年秋より実写ドラマ化されることが決定した。

## 誕生経緯
デザイナーのAmyによると、多様性に関する理解が動物にも進み、人間社会で共に働いたり、生活をしたら面白い世の中になるのではないかと発案したことから誕生した。
サンリオのイントラネットで、あるサンリオの社員のパートナーとして働くことになった盲導犬のお知らせを見た際に動物と働く時代が来てもおかしくはないと考えたことがきっかけである。

## キャラクター
※この欄は原作の設定に沿って、記載する。(一部小説の設定も含む)テレビアニメの設定は原作(小説)のぼさにまるとは別個体の為、『テレビアニメ』欄に記載する。
- ぼさうさ

小説版での名前は「くらら」。ありのまま自分をモットーとしている。口癖は「でしゅ」。おしゃれに悩む莉央と出会って一緒に住むことになる。
- ぼさねこ
- ぼさいぬ
- ぼさはむすたー
- ぼさりす
- ぼさあるぱか
- ぼさとり
- ぼさふぇれっと
- ぼさふぇねっく

## テレビアニメ
2023年4月3日から9月14日までフジテレビほかにて放送された。全96話。
幹事局のフジテレビを始めとした殆どのネット局では生活情報番組『ノンストップ!』のコーナーとして、毎週月曜から木曜にかけて放送された。
なお、テレビ東京系列以外でサンリオ原作のアニメが放映されるのは『ミュークルドリーミー みっくす!』以来、フジテレビ系列でサンリオ原作のアニメが放映されるのは『♯ミニレアガール』内にて放送されていた『おにぎりになりたい こぎみゅん』以来となり、フジテレビ系列でのサンリオ原作のアニメが放映されるのは4年ぶりとなった。
フジテレビ系列での過去に『ノンストップ!』内にて放送されていた作品は、『ラブリームービー いとしのムーコ』以来、10年ぶりであり、放送は同年9月14日にもって終了されたことによりサンリオ原作のアニメ放送は再び1年で中断期間に入ることになり、本作のドラマ化に移行となった。

### スタッフ（テレビアニメ）
- 原作 - サンリオ[7]
- キャラクターデザイン - Amy(ぼさにまる担当デザイナー)[8]
- 監督 - 上野勇[7]
- 脚本 - 熊本浩武、皐月彩、天野千尋[7]
- テーマ曲 - CHAI[8]
- 音楽 - YUPPA、黒木躍[8]
- 動画制作 - 神山ゆり、菅祐輔[8]
- プロデューサー - 五箇公貴、櫻井雄一、近藤庸平[7]
- 制作協力 - ODDJOB[7]
- アソシエイトプロデューサー - 下川猛、安藤盛治、上遠野大輔、 村上一馬[8]
- 宣伝プロデューサー - 齋賀正仙[8]
- 協力 - 株式会社ハイゴー[8]
- 制作 - maroyaka / soket[7]

### 登場人物
※原作、小説とはキャラクター設定が違い別個体であるため原作設定はキャラクター欄にて記載する。

#### メインキャラクター
さくら
声 - 上白石萌音
誕生日：9月13日
種族はピンク色の「ぼさうさ」。新米のぼさにまる。ある突然姿が変化してしまう。ハナおばさんと暮らしている。人の暮らしに興味を持ち始めた少しミーハーな女の子でどんな事でも前向き。人に流されやすく世話好きでお人好しでもある。
キャシー
声 - ヒコロヒー
種族は紫色の「ぼさねこ」。4話にて初登場。本名はキヨ。マイペースで怠け癖があるちゃっかり者。関西弁を使って話す。「さくら」の家に居座ってダラダラするのが日課。ぼさにまる歴が長くベテランである為、経験豊富で3匹の中では冷静でツッコミ役になることがある。
蘭（らん）
声 - 種﨑敦美
種族は緑色の「ぼさはむすたー」。8話にて初登場。綺麗好きでせっかちな性格。丁寧な口調で話す。「さくら」の家の隣にゲーマーの中学生の「こうた」と一緒に暮らしている。人の文化に沢山触れてきたため色んな道具を使いこなす事が出来る。乗せられやすく他の2匹にいじられてしまうこともある。SNS好きでもあり、「ランランド先生」という設定でお悩み相談をチャット形式で行う活動をしている。
きなこ
声 - （不明）
種族は黄色の「ぼさねこ」。45話にて初登場。ぼさにまる駅長として働いている。昔、キャシーが知り合いであったことが覚えていることによって彼を出会わせた。第75話ではキャシーはさくらの共に彼の家に行っている。

#### ゲストキャラクター
ポピー
声 - そらる
種族は青い「ぼさあるぱか」。蘭の友達。子ども動物園のスタッフとして働いている。広報担当者としてSNS配信を行うことになる。それがきっかけでインフルエンサーとなった。
ジロー
声 - オーイシマサヨシ
種族は紫色の「ぼさねこ」。キャシーの弟で青いメガネを付けている。野良猫ではなく家族と暮らしてたが家出をしてしまったので、キャシーに会いに来た。
シェアハウスのぼさいぬ
声 - CHAI
ぼさにまると人間が共に生活するシェアハウスで暮らす4匹のぼさいぬ達。仕事や家事を行いながら、ガールズトークをしたりしながら生活している。キャラクター名はCHAIのメンバーと同名である。

### 各話リスト
| 話数   | サブタイトル                     | 放送日        |
| ------ | -------------------------------- | ------------- |
| 第1話  | 寂しくて                         | 2023年 4月3日 |
| 第2話  | 脱出                             | 4月4日        |
| 第3話  | 悩み                             | 4月5日        |
| 第4話  | 見よう見まね                     | 4月6日        |
| 第5話  | 元に戻る方法                     | 4月10日       |
| 第6話  | いらっしゃいませおネコ様         | 4月11日       |
| 第7話  | キャシーのルーティーン           | 4月12日       |
| 第8話  | ランランド先生のアドバイス       | 4月13日       |
| 第9話  | キャシーと蘭                     | 4月17日       |
| 第10話 | 蘭はきれい好き                   | 4月18日       |
| 第11話 | はじめまして蘭ちゃん             | 4月19日       |
| 第12話 | お口に合うか分かりませんが       | 4月20日       |
| 第13話 | 恋って何？                       | 4月24日       |
| 第14話 | アンケート                       | 4月25日       |
| 第15話 | ぼさにまると呼ばないで           | 4月26日       |
| 第16話 | 決めポーズ                       | 4月27日       |
| 第17話 | 私だって食べてみたい！           | 5月1日        |
| 第18話 | さくら、初めてのお出かけ？       | 5月2日        |
| 第19話 | 蘭の省エネツアー                 | 5月3日        |
| 第20話 | 大きな魚とキャシーの野望         | 5月4日        |
| 第21話 | 自分のスペースが欲しい           | 5月8日        |
| 第22話 | 似顔絵                           | 5月9日        |
| 第23話 | テーブルゲーム                   | 5月10日       |
| 第24話 | 母の日                           | 5月11日       |
| 第25話 | さくら修行中                     | 5月15日       |
| 第26話 | キャシーのハイジャンプ           | 5月16日       |
| 第27話 | 教えて！ランランド先生           | 5月17日       |
| 第28話 | 蘭ちゃんハマりすぎッ！？         | 5月18日       |
| 第29話 | お掃除ロボット                   | 5月22日       |
| 第30話 | おしゃれ上級者                   | 5月23日       |
| 第31話 | 突然の帰宅で大ピンチ             | 5月24日       |
| 第32話 | しゃっくり                       | 5月25日       |
| 第33話 | 巷で話題のランランド             | 5月29日       |
| 第34話 | 外出訓練                         | 5月30日       |
| 第35話 | 外の世界の魅力                   | 5月31日       |
| 第36話 | 垂れ耳に憧れて                   | 6月1日        |
| 第37話 | 梅雨のぼさぼさ荒れ模様           | 6月5日        |
| 第38話 | メイクはじめました               | 6月6日        |
| 第39話 | 結成！チア★チーム                | 6月7日        |
| 第40話 | 仲直りはランランド先生におまかせ | 6月8日        |
| 第41話 | 宅急便                           | 6月12日       |
| 第42話 | さくら、反抗期？                 | 6月13日       |
| 第43話 | 選ばれし者                       | 6月14日       |
| 第44話 | 父の日                           | 6月15日       |
| 第45話 | 駅長は顔見知り                   | 6月19日       |
| 第46話 | お面を被ったぼさにまる           | 6月20日       |
| 第47話 | 二匹のベビーシッター             | 6月21日       |
| 第48話 | 蘭ちゃんのこづかい稼ぎ           | 6月22日       |
| 第49話 | びっくりキャシー                 | 6月26日       |
| 第50話 | ランランド先生の恋愛相談         | 6月27日       |
| 第51話 | 少年の恋とランランド             | 6月28日       |
| 第52話 | 蘭ちゃんの部屋                   | 6月29日       |
| 第53話 | 常連客になりたい                 | 7月3日        |
| 第54話 | 初めてのお買いもの               | 7月4日        |
| 第55話 | お買いもの再チャレンジ           | 7月5日        |
| 第56話 | 七夕の願いごと                   | 7月6日        |
| 第57話 | 困ったときのランランド先生       | 7月10日       |
| 第58話 | 無人島に行くなら                 | 7月11日       |
| 第59話 | コップの中身はどこじゃろな？     | 7月12日       |
| 第60話 | ランランド、正体明らかに？       | 7月13日       |
| 第61話 | わたしも仕事がしてみたい         | 7月17日       |
| 第62話 | プール開き                       | 7月18日       |
| 第63話 | かき氷                           | 7月19日       |
| 第64話 | ぼさにまる体操                   | 7月20日       |
| 第65話 | 社会人はマナーが大事             | 7月24日       |
| 第66話 | 外食デビューの日                 | 7月25日       |
| 第67話 | 続・外食デビューの日             | 7月26日       |
| 第68話 | 恐怖の職務質問                   | 7月27日       |
| 第69話 | アルパカのポピー                 | 7月31日       |
| 第70話 | ポピーの相談                     | 8月1日        |
| 第71話 | ランランド先生テレビデビュー     | 8月2日        |
| 第72話 | ランランド先生カムアウト         | 8月3日        |
| 第73話 | 推し活                           | 8月7日        |
| 第74話 | 蘭ちゃん、ラジオ出演！？         | 8月8日        |
| 第75話 | きなこの家に行こう！             | 8月9日        |
| 第76話 | シェアハウスオープン             | 8月10日       |
| 第77話 | 人間と話したい                   | 8月14日       |
| 第78話 | お盆の人気者                     | 8月15日       |
| 第79話 | キャシー、弟と再会               | 8月16日       |
| 第80話 | ぼさにまる認定証                 | 8月17日       |
| 第81話 | ぼさにまる認定センター           | 8月21日       |
| 第82話 | 認定証がもらえない               | 8月22日       |
| 第83話 | はじめての話しかけ方             | 8月23日       |
| 第84話 | ハナさんの話しかけ方             | 8月24日       |
| 第85話 | ハナさんのこぼれ話               | 8月28日       |
| 第86話 | ダンスシューズお届けミッション   | 8月29日       |
| 第87話 | さくらの憧れ                     | 8月30日       |
| 第88話 | 行くか、残るか                   | 8月31日       |
| 第89話 | 言いたくても言えないこと         | 9月4日        |
| 第90話 | ランランド、ラジオスタート！     | 9月5日        |
| 第91話 | キャシー、実家へ行く             | 9月6日        |
| 第92話 | 星を結べば                       | 9月7日        |
| 第93話 | 10年後のわたしたち               | 9月11日       |
| 第94話 | 最後の夜                         | 9月12日       |
| 第95話 | 記念日                           | 9月13日       |
| 第96話 | 出発（終）                       | 9月14日       |

### 放送局
| 放送期間                                        | 放送時間                           | 放送局             | 対象地域       | 備考     |
| ----------------------------------------------- | ---------------------------------- | ------------------ | -------------- | -------- |
| 2023年4月3日 - 9月14日                          | 月曜 - 木曜 11:16 - 11:18ごろ      | フジテレビ         | 関東広域圏     | 幹事局   |
|                                                 |                                    | 北海道文化放送     | 北海道         |          |
|                                                 |                                    | 岩手めんこいテレビ | 岩手県         |          |
|                                                 |                                    | 仙台放送           | 宮城県         |          |
|                                                 |                                    | NST新潟総合テレビ  | 新潟県         |          |
|                                                 |                                    | 長野放送           | 長野県         |          |
|                                                 |                                    | テレビ静岡         | 静岡県         |          |
|                                                 |                                    | 富山テレビ         | 富山県         |          |
|                                                 |                                    | さんいん中央テレビ | 島根県・鳥取県 |          |
|                                                 |                                    | 岡山放送           | 岡山県・香川県 |          |
|                                                 |                                    | テレビ愛媛         | 愛媛県         |          |
|                                                 |                                    | 高知さんさんテレビ | 高知県         |          |
|                                                 |                                    | テレビ長崎         | 長崎県         |          |
|                                                 |                                    | 鹿児島テレビ       | 鹿児島県       |          |
|                                                 |                                    | 沖縄テレビ         | 沖縄県         |          |
|                                                 | 月曜・火曜・木曜 11:16 - 11:18ごろ | さくらんぼテレビ   | 山形県         | [ 注 3 ] |
| 2023年4月4日 - 9月14日                          | 火曜 - 木曜 11:16 - 11:18ごろ      | 福島テレビ         | 福島県         | [ 注 4 ] |
| 『ノンストップ!』にて月曜から木曜にかけて放送。 |                                    |                    |                |          |

この他、サンリオ公式YouTubeチャンネルにて見逃し配信を行っていた。また、『ノンストップ!』非ネット局でもテレビ新広島では、事前に番組素材を受け取り、『ひろしま満点ママ!!』内で『ノンストップ!』と同日に放送したが、番組内容の構成上先行ネットとなった。

## 実写ドラマ
2023年9月22日から10月13日まで毎週金曜0時に2話ずつFODにて配信された。テレビアニメ版に登場した「さくら」のその後を描いており、テレビアニメ版の続編となる。主人公のさくらの声は引き続き上白石萌音が担当する。 もう二人の主人公「優磨」と「大雅」を演じる綱啓永と森愁斗は今作が連続ドラマ初主演となった。全8話。

### ぼさにまる達
さくら
声 - 上白石萌音
テレビアニメ版に引き続き主人公として登場。ハナおばあさんに飼われていたが、人間と暮らすことに憧れ、人間とぼさにまるが暮らすシェアハウスに入居する。新しい経験が多くて上手くいかず、人前でぼさぼさの姿になれなくなってしまう。
こたろう
声 - 仲村宗悟
種族は水色の「ぼさいぬ」。他人に関心を持たない、一匹狼。ほとんどぼさぼさの姿で過ごしている。昔は子役として人気だったが、今は古着屋でアルバイトをしている。昔にペットとして飼われていた時から使っている水飲みボウルが宝物。
エリカ
声 - 丸山礼
種族は黄色の「ぼさとり」。大雑把で姉御肌な性格で、フリーランスの翻訳家とライターとして働いている。さくらのお姉さん的存在で、クチバシでパソコンのキーボードを早く打つことが出来て、多くの仕事をこなしている。

### 人間のキャラクター
優磨
演 - 綱啓永
本作のもう二人の主人公の一人。ふわふわしていて、常に冷静沈着で器用な大学生の男の子。趣味はカメラで写真を撮る事。
大雅
演 - 森愁斗
本作のもう二人の主人公の一人。真っ直ぐな性格で熱血で仲間思い。トレーニングジムで働いている男の子。筋トレ好きで、将来の夢は自分のジムを開く事。自称シェアハウスのリーダーだが、他のメンバーには認められていない。
美央
演 - 三原羽衣
サバサバした性格をしている女の子。よくシェアハウスに遊びに来ていて優磨と大雅とは同年代。さくらの相談相手でもある。

### スタッフ（実写ドラマ）
- 原作 - サンリオ[17]
- 監督 - 椿本慶次郎、戸塚寛人、天野千尋[17]
- 脚本 - 熊本浩武、天野千尋、皐月彩[17]
- プロデュース - 下川猛、鹿内植[17]
- プロデューサー - 櫻井雄一、五箇公貴[17]
- 音楽 - RAM RIDER[17]
- 主題歌 - CHAI「Driving22」（Sony Music Labels）[17]
- エンディング曲 - ポピー（CV：そらる）「ぼくにまる」[17]
- 制作 - ソケット／maroyaka

### エピソード
| 各話        | サブタイトル                                                    | 配信日         | 放送日          |
| ----------- | --------------------------------------------------------------- | -------------- | --------------- |
| 第1話       | 出会い / 歓迎会                                                 | 2023年 9月22日 | 2023年 10月12日 |
| 第2話       | ぼさっとできる場所 / さくらのメモ                               | 2023年 9月22日 | 10月19日        |
| 第3話       | さくら、履歴書を書いてみる / さくら、サプライズパーティーを計画 | 9月29日        | 10月26日        |
| 第4話       | エリカの秘密／女子会                                            | 9月29日        | 11月2日         |
| 第5話       | 覗かれた共同生活／こたろうの事情                                | 10月6日        | 11月9日         |
| 第6話       | やむなき事情／わたしたちの未来                                  | 10月6日        | 11月16日        |
| 第7話       | 突然のタイムリミット／さくらの試練                              | 10月13日       | 11月23日        |
| 第8話（終） | 取材依頼／ぼさるとは？                                          | 10月13日       | 11月30日        |

| フジテレビ 水曜25:25 - 25:55 | フジテレビ 水曜25:25 - 25:55                                                   | フジテレビ 水曜25:25 - 25:55                                                            |
| 前番組                       | 番組名                                                                         | 次番組                                                                                  |
| ---------------------------- | ------------------------------------------------------------------------------ | --------------------------------------------------------------------------------------- |
| ？                           | ぼさにまる （第1話～第8話） （2023年10月12日 - 11月30日） 【ここからドラマ枠】 | 口説き文句は決めている （第4話） （2023年12月14日） 【ここまでドラマ枠】 ※25:00 - 25:30 |

## サンリオキャラクター大賞の順位
『いちご新聞』の読者投票企画『サンリオキャラクター大賞』には2022年より参戦している。
初参戦した2022年の順位は73位、2023年には68位にランクインしている。
- 2022年 サンリオキャラクター大賞 73位
- 2023年 サンリオキャラクター大賞 68位
- 2024年 サンリオキャラクター大賞 70位
- 2025年 サンリオキャラクター大賞 84位